# إيفا كوش
إيفا كوش (بالدنماركية: Eva Koch)‏ هي نحّاتة دنماركية، ولدت في 17 يونيو 1953 في بلدة فردريكسبرغ ‏ في الدنمارك.

## وصلات خارجية
- الموقع الرسمي